# Првенство Шведске у рагбију
Првенство Шведске у рагбију (швед. Elitserien eller Allsvenskan i rugby) је први ранг рагби 15 такмичења у Краљевини Шведској.

## О такмичењу
Овим такмичењем руководи Рагби савез Шведске. У лигашком делу учествује 6 клубова. Испод ове лиге су још друга и трећа лига у рагбију.
Учесници
- Стокхолм егзајлс
- Пингвин Трелборг
- Хамарби Стокхолм
- Енкопинг
- Тројан Норкопинг
- Спартак

## Историја
Списак шампиона Шведске у рагбију
- 1943. Гота
- 1944. Гота
- 1945. Стокхолм
- 1946. Пантерн
- 1947. Гота
- 1948. Гота
- 1949. Вастерас
- 1950. Гота
- 1951. Гота
- 1952. Алвсјо
- 1953. Алвсјо
- 1954. Алвсјо
- 1955. Алвсјо
- 1956. Алвсјо
- 1954. Алвсјо
- 1955. Алвсјо
- 1956. Алвсјо
- 1957. Атила
- 1958. Атила
- 1959. Малмо
- 1960. Није се играло
- 1961. Атила
- 1962. Малмо
- 1963. Малмо
- 1964. Малмо
- 1965. Малмо
- 1966. Егзајлс
- 1967. Малмо
- 1968. Атила
- 1969. Упсала
- 1970. Упсала
- 1971. Ванесборг
- 1972. Стокхолм
- 1973. Енкопингс
- 1974. Енкопингс
- 1975. Енкопингс
- 1976. Енкопингс
- 1977. Упсала
- 1978. Енкопингс
- 1979. Енкопингс
- 1980. Енкопингс

- 1981. Енкопингс
- 1982. Енкопингс
- 1983. Енкопингс
- 1984. Енкопингс
- 1985. Енкопингс
- 1986. Енкопингс
- 1987. Енкопингс
- 1988. Енкопингс
- 1989. Штохолм ехзајлс
- 1990. Енкопингс
- 1991. Пингвин
- 1992. Пингвин
- 1993. Пингвин
- 1994. Пингвин
- 1995. Пингвин
- 1996. Пингвин
- 1997. Пингвин
- 1998. Пингвин
- 1999. Пингвин
- 2000. Пингвин
- 2001. Ванерсборг
- 2002. Штокхолкм егзајлс
- 2003. Пингвин
- 2004. Стокхолм егзајлс
- 2005. Стокхолм егзајлс
- 2006. Енкопингс
- 2007. Енкопингс
- 2008. Стокхолм егзајлс
- 2009. Енкопингс
- 2010. Стокхолм егзајлс
- 2011. Енкопингс
- 2012. Стокхолм егзајлс
- 2013. Стокхолм егзајлс
- 2014. Стокхолм егзајлс
- 2015. Стокхолм егзајлс
- 2016. Стокхолм егзајлс
- 2017. Стокхолм егзајлс